# 宜路镇
宜路镇，是中华人民共和国河南省周口市郸城县下辖的一个乡镇级行政单位。

## 行政区划
宜路镇下辖以下地区：
北头村、左庄村、小侯庄村、张庄村、三里村、牛庄村、段庄村、界牌村、张寨村、马寨村、于寨村、倪集村、南头村、杨庄村、党庄村、高庄村、孙寨村、大侯庄村、前陈村、王楼村、岳庄村、刘老庄村、王康楼村、景路口村、吴庄村和徐庄村。